# Општина Дебарца
Општина Дебарца (мкд. Општина Дебрца) је једна од 13 општина Југозападног региона у Северној Македонији. Седиште општине је село Белчишта.

## Положај
Општина Дебарца налази се у југозападном делу Северне Македоније. Са других страна налазе се друге општине Северне Македоније:
- север — Општина Кичево
- исток — Општина Демир Хисар
- југ — Општина Охрид
- запад — Општина Струга
- северозапад — Општина Дебар

## Природне одлике
Рељеф: Општина Дебарца се налази северно до Охридског језера, на које излази дужином од пар километара. Већи општине је у оквиру истоимене историјске области Дебарца, која је планинског карактера. Дата област је смештена је између Плакенске планине и Илинске планине на истоку и Караормана на западу, у долини реке Сатеске, која се улива у Охридско језеро.
Клима у већем делу општине влада оштрија варијанта умерене континенталне климе због знатне надморске висине (планинска клима). У јужном делу општине, поред Охридског језера, клима је блажа и има жупне одлике.
Воде: Општина крајње јужним делом излази на северну обалу Охридског језера, које је највеће језеро у Северној Македонији и најважнија водена површина у општини. Сви водотоци, махом потоци, су притоке језера. Од водотока најважнија је речица Сатеска, која тече средином општине.

## Становништво
Општина Дебарца имала је по последњем попису из 2002. г. 5.507 ст., од чега у седишту општине, селу Белчиштима, свега 437 ст. (8%). Општина је ретко насељена.
Национални састав по попису из 2002. године био је:
|           | Број  | Постотак |
| Укупно    | 5.507 | 100%     |
| Македонци | 5.324 | 96,7%    |
| Албанци   | 153   | 2,8%     |
| остали    | 30    | 0,5%     |

## Насељена места
У општини постоји 30 насељених места, сва са статусом села:
| - Белчишта - Арбиново - Ботун - Брежани - Велмеј - Волино | - Врбљани - Годивље - Горенци - Горње Средоречје - Гркопоље - Доње Средоречје | - Злести - Издеглавје - Климештани - Лактиње - Лешани - Мешеишта | - Мраморец - Ново Село - Оздолени - Оровник - Песочани - Слатино | - Слатински Чифлик - Сливово - Сошани - Требеништа - Турје - Црвена Вода |  |